# Pā-ye Āstān
Pā-ye Āstān (persiska: پا آسِتان, پای آسِتان, پای آستان) är en ort i Iran.   Den ligger i provinsen Lorestan, i den västra delen av landet, 500 km sydväst om huvudstaden Teheran. Pā-ye Āstān ligger 1 191 meter över havet och antalet invånare är 259.
Terrängen runt Pā-ye Āstān är kuperad. Runt Pā-ye Āstān är det ganska tätbefolkat, med 52 invånare per kvadratkilometer. Närmaste större samhälle är Garāb, 14,3 km väster om Pā-ye Āstān. Omgivningarna runt Pā-ye Āstān är i huvudsak ett öppet busklandskap.